# Blatné
Blatné este o comună slovacă, aflată în districtul Senec din regiunea Bratislava. Localitatea se află la altitudinea de 137 m deasupra n.m., se întinde pe o suprafață de 16,32 km2 și în 2017 număra 1.782 de locuitori.

## Istoric
Localitatea Blatné este atestată documentar din 1245.

## Demografie
| An:                | 1994 | 2004    | 2014    | 2024   |
| ------------------ | ---- | ------- | ------- | ------ |
| Număr de persoane: | 1288 | 1506    | 1742    | 1808   |
| Diferență:         |      | +16,92% | +15,67% | +3,78% |

| An:                | 2023 | 2024   |
| ------------------ | ---- | ------ |
| Număr de persoane: | 1834 | 1808   |
| Diferență:         |      | −1,41% |